# Hệ tầng Morrison
Hệ tầng Morrison là một vùng đất địa chất học đặc biệt chứa nhiều loại đá trầm tích từ thời Jura Muộn được tìm thấy ở miền tây Hoa Kỳ, nơi có nguồn hóa thạch khủng long nhiều nhất ở Bắc Mỹ. Nó bao gồm các loại đá bùn, sa thạch, bột kết và đá vôi, chúng có màu xám nhạt, xám xanh, hoặc đỏ. Hầu hết các hoạt động hóa thạch diễn ra trong các lớp đá sa thạch màu xanh lá cây và đá sa thạch thấp hơn, di tích còn sót lại của các dòng sông tiền sử và vùng ngập nước từ thời kỳ Kỷ Jura.
Nó tập trung nhiều nhất ở Wyoming, Utah và Colorado cùng một số lượng lớn khác ở Montana, Bắc Dakota, Nam Dakota, Nebraska, Kansas, các khu vực của Oklahoma và Texas, New Mexico, Arizona, Utah và Idaho. Các loại đá được gọi dưới các tên khác nhau được tìm thấy ở Canada. Nó có diện tích 1,5 triệu km vuông (600.000 dặm vuông), mặc dù chỉ có một phần rất nhỏ của các tầng đá lộ ra trên bề mặt đất là có thể được tiếp xúc và tiếp cận bởi các nhà địa chất và cổ sinh vật học. Hơn 75% vẫn còn bị chôn vùi dưới thảo nguyên ở phía đông, và phần lớn phần ở phía tây của nó đã bị xói mòn đi trong quá trình hình thành dãy núi Rocky.
Nó được đặt theo tên của Morrison, Colorado, nơi hóa thạch đầu tiên trong vùng được phát hiện bởi Arthur Lakes vào năm 1877. Cùng năm đó, nó trở thành trung tâm của một 'Cuộc chiến hóa thạch' – một cuộc cạnh tranh thu thập các hóa thạch giữa các nhà cổ sinh vật học đầu tiên là Othniel Charles Marsh và đối thủ Edward Drinker. Ở Colorado, New Mexico và Utah, Morrison Formation là một nguồn cung cấp quặng Urani chính. 

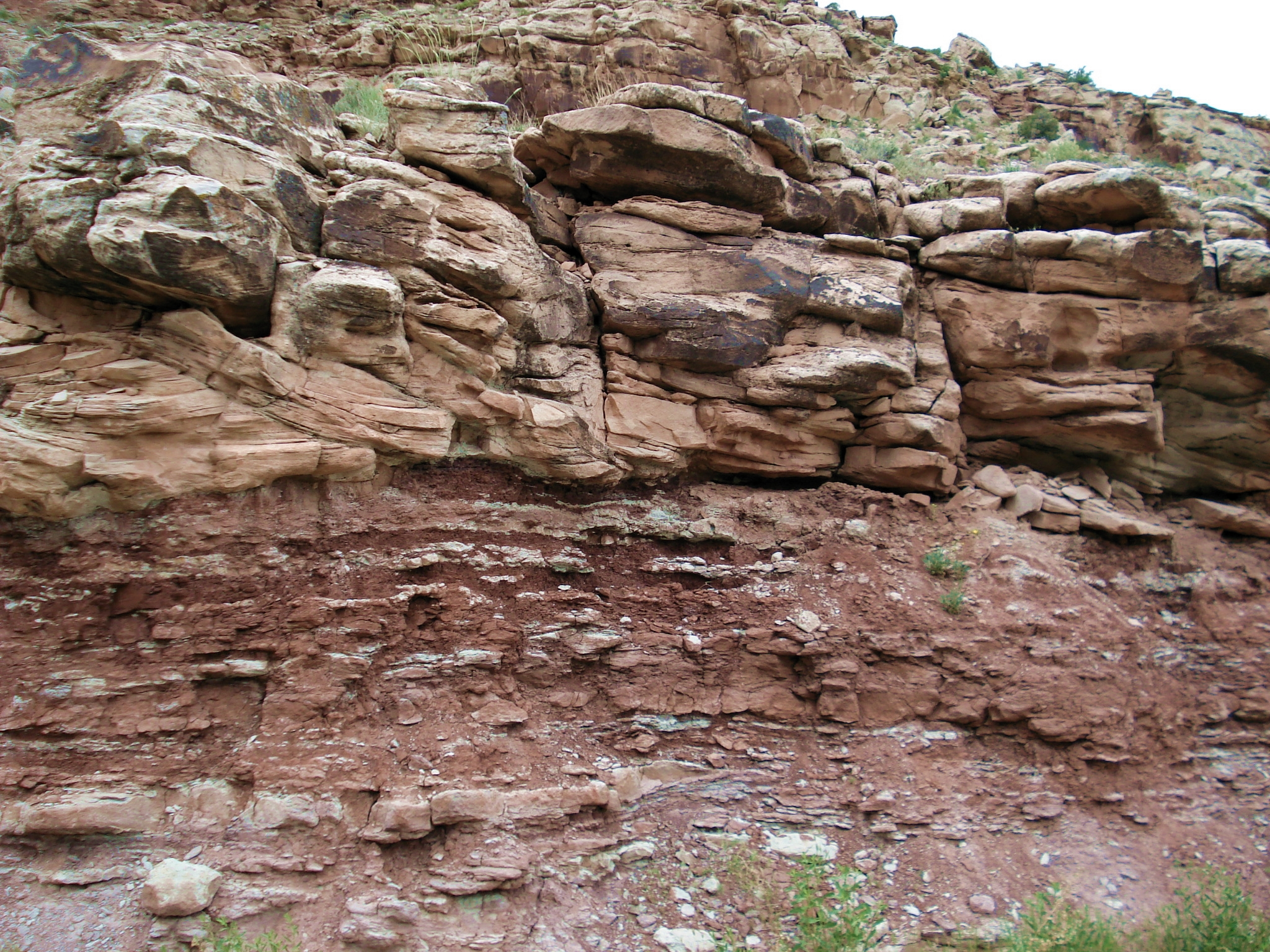
Bùn đỏ của nằm dưới lớp cát trắng, phía nam Cisco, Utah.

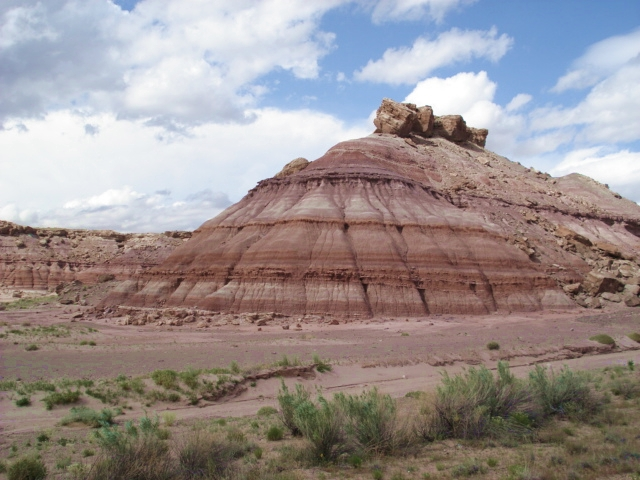
Khu địa chất trên cao nguyên Colorado